# Melanthia mandschuricata
Melanthia mandschuricata is een vlinder uit de familie spanners (Geometridae). De wetenschappelijke naam is voor het eerst geldig gepubliceerd in 1864 door Bremer.
De soort komt voor in Europa.